# Alfie Clarke
Alfie Clarke (* 18. November 2007 in Leeds) ist ein britischer Schauspieler.

## Leben und Karriere
Clarke wurde am 18. November 2007 in Leeds geboren. Er besuchte die Rebel Theatre School in Huddersfield. Vor allem war er für seine Rolle als Arthur Thomas in der Seifenoper Emmerdale bekannt. Für seine schauspielerischen Leistungen wurde Clarke mehrfach ausgezeichnet. 2017 erhielt er den Inside Soap Award als Bester Jungdarsteller und wurde bei den Yorkshire Young Achievers für seine künstlerischen Leistungen geehrt. 2018 wurde er bei den Yorkshire Choice Awards als Junges Talent des Jahres ausgezeichnet.
Mai 2017 sammelte er über 5.000 Pfund für die Alzheimer's Society, indem er 46 Bahnen schwamm.

## Filmografie
- 2009–2024: Emmerdale
- 2022: The Railway Children Return